# Бања Лакташи
Бања Лакташи се налази у истоименој општини. Смјештена је у долини ријеке Врбас на јужном ободу Лијевче поља, између падина Козаре на западу и Црног врха на истоку, на 125m надморске висине. Са богатом и разноврсном традицијом овај бањско-туристички комплекс спада у ред најпознатијих у Републици Српској.

## Историјат
Материјални трагови указују на то да је термална и минерална њековита вода „Бање Лакташи” била кориштена у доба Римљана за лијечење разних болести. Поред извора и врела бањске воде налазе се и остаци старог римског пута Salona (Солин)- Servitium (Градишка), те многобројна налазишта која указују на присуство развијеног живота у том периоду на овим просторима. Тек у 19. вијеку путописци су скренули пажњу јавности на љековитост и значај „Бање Лакташи”.
Прва научна истраживања љековитости воде ове бање започела је Аустоугарска послије 1878. године с циљем експлоатације. Потврду љековитих својстава воде дали су стручни институти из Беча, Прага, Љубљане и Загреба, а најновију анализу 2001. године урадио је Институт за рехабилитацију- Служба за балнеологију из Београда.

## Здравство
Љековита вода „Бање Лакташи” припада категорији калцијум магнезијум хидрокарбонатних угљенокиселих олигоминералних хомеотерми. По својим органолептичким особинама вода је бистра, безбојна, без мириса, освјежавајућег киселкастог укуса. у анионском- катионском саставу доминирају јони калцијума и магнезијума (значајни за људски организам) као и хидрокарбонатни јони. Додатни квалитет представља количина раствореног угњен- диоксида. Температура воде је 31 °C, што је сврстава у ред топлих, хомеотермалних вода.
На основу набројаних квалитета воде она се користи у балнеотерапијске сврхе, као помоћно љековито средство и то купањем и пијењем. Бања пружа и услуге свих осталих физикалних терапија које су данас у употреби.

## Индикације за употребу купањем
Купање у води доприноси побољшању стања организма код наредних група болести:
Прва група: болести очију, болести неуровегетативног система, психијатријска обољења, ендокринолошка обољења
Друга група: болести срца и крвотока, професионалне болести и болести рада
Трећа група: болести локомоторног система
Четврта група: рекреација и ревитализација
Минерална вода у „Бањи Лакташи” има добре балнеотерапијске вриједности, јер се може употребљавати као помоћно њековито средство код низа хроничних обољења, како пијењем тако и купањем, а као природна минерална вода или уз додатак угњен-диоксида може се бутељирати и дистрибуирати као стона минерална вода.